# Lupeni (Hunedoara)
Lupeni é uma cidade da Roménia com 31.409 habitantes, localizada no distrito de Hunedoara.